# Iomys
Iomys là một chi động vật có vú trong họ Sóc, bộ Gặm nhấm. Chi này được Thomas miêu tả năm 1908. Loài điển hình của chi này là Pteromys horsfieldii Waterhouse, 1838.

## Các loài
Chi này gồm các loài:
- Sóc bay Java (Iomys horsfieldii)
- Sóc bay Mentawi (Iomys sipora)